# خط طول 63° شرق
خط طول 63° شرق هو أحد خطوط الطول الجغرافية، والتي تمتد من القطب الشمالي الجغرافي إلى القطب الجنوبي الجغرافي، وحسب التحويل الزمني يتقدم خط طول 63° شرق عن خط غرينتش بـ4 ساعات و12 دقيقة.

## من القطب إلى القطب
ينطلق خط طول 63° شرق من القطب الشمالي نحو القطب الجنوبي مرورا بالمناطق التي ترد في الجدول التالي:
| الإحداثيات                         | البلد أو الإقليم أو البحر | ملاحظات                                                                                              |
| ---------------------------------- | ------------------------- | --- |
| 90°0′N 63°0′E / 90.000°N 63.000°E  | المحيط المتجمد الشمالي    | |
| 81°42′N 63°0′E / 81.700°N 63.000°E | روسيا                     | Eva Island, أرخبيل فرنسوا جوزيف                                                                      |
| 81°34′N 63°0′E / 81.567°N 63.000°E | المحيط المتجمد الشمالي    | |
| 80°53′N 63°0′E / 80.883°N 63.000°E | روسيا                     | Graham Bell Island, أرخبيل فرنسوا جوزيف                                                              |
| 80°40′N 63°0′E / 80.667°N 63.000°E | بحر بارنتس                | |
| 76°14′N 63°0′E / 76.233°N 63.000°E | روسيا                     | جزيرة سيفيرني, نوفايا زيمليا                                                                         |
| 75°33′N 63°0′E / 75.550°N 63.000°E | بحر كارا                  | |
| 69°42′N 63°0′E / 69.700°N 63.000°E | روسيا                     | |
| 54°6′N 63°0′E / 54.100°N 63.000°E  | كازاخستان                 | |
| 43°37′N 63°0′E / 43.617°N 63.000°E | أوزبكستان                 | |
| 39°40′N 63°0′E / 39.667°N 63.000°E | تركمانستان                | |
| 35°25′N 63°0′E / 35.417°N 63.000°E | أفغانستان                 | |
| 29°26′N 63°0′E / 29.433°N 63.000°E | باكستان                   | بلوشستان (باكستان)                                                                                   |
| 27°12′N 63°0′E / 27.200°N 63.000°E | إيران                     | |
| 26°39′N 63°0′E / 26.650°N 63.000°E | باكستان                   | Balochistan                                                                                          |
| 25°12′N 63°0′E / 25.200°N 63.000°E | المحيط الهندي             | Passing غربي جزيرة جزيرة رودريغز, موريشيوس                                                           |
| 60°0′S 63°0′E / 60.000°S 63.000°E  | المحيط الجنوبي            | |
| 67°36′S 63°0′E / 67.600°S 63.000°E | القارة القطبية الجنوبية   | الإقليم الأسترالي في القارة القطبية الجنوبية, المطالب الإقليمية بالقارة القطبية الجنوبية by أستراليا |